# Canton de Boulogne-Billancourt-Nord-Est
Le canton de Boulogne-Billancourt-Nord-Est est une ancienne division administrative française située dans le département des Hauts-de-Seine et la région Île-de-France.

## Géographie
Cet ancien canton était dans l'actuelle région Ile-de-France.

## Histoire
- L'ancien canton de Boulogne, créé en 1893, ne comportait que la commune de Boulogne.
- En 1925, il est divisé en deux : Boulogne-Nord et Boulogne-Sud-Billancourt.

## Représentation

### Conseillers généraux des anciens cantons deBoulogne-Billancourt(1893 à 1945)
Canton créé par la loi du 14 avril 1893.

#### 1recirconscription(Boulogne-Nord)
| Période                     | Période      | Identité                          | Étiquette            | Qualité |
| --------------------------- | ------------ | --------------------------------- | -------------------- | --- |
| 1893                        | 1896 (décès) | Félix Jules Demartial (1844-1896) | Républicain          | Négociant en vins à Boulogne-sur-Seine                                                                                                   |
| 1896                        | 1912         | Léon Barbier                      | Radical Nationaliste | Négociant en bois à Boulogne-sur-Seine Président du Conseil Général (1905-1906)                                                          |
| 1912                        | 1919         | Paul Guibourg (1864-?)            | RG                   | Propriétaire, négociant en charbons à Boulogne-sur-Seine                                                                                 |
| 1919                        | 1925         | Joseph Couergou (1867-?)          | SFIO puis PC-SFIC    | Ouvrier ferblantier Maire-adjoint de Boulogne-sur-Seine                                                                                  |
| 1925                        | 1929         | Paul Caujole                      | RG                   | Docteur en médecine Député (1928-1932)                                                                                                   |
| 1929                        | 1933 (décès) | Antoine Bizet (1867-1933)         | SFIO                 | Tourneur-céramiste à la Manufacture de Sèvres Adjoint au maire de Boulogne-sur-Seine                                                     |
| 1933                        | 1935         | Maurice Girard (1872-?)           | RG                   | Docteur en médecine |
| 1935                        | 1940         | Pierre Forichon (1876-1947)       | SFIO                 | Ouvrier mécanicien Adjoint au maire de Boulogne-sur-Seine                                                                                |
|                             |              |                                   |                      | |
| 1941 (nommé par décret)     | 1944         | Georges Levard (1912-2010)        |                      | Dessinateur industriel Secrétaire adjoint de la Fédération française des syndicats chrétiens d'employés, techniciens et chefs de service |
|                             |              |                                   |                      | |
| 1945 Décret du 12 mars 1945 | 1945         | Émile Mas                         | SFIO                 | Gardien-régisseur à la mairie de Boulogne-Billancourt, ancien résistant                                                                  |

#### 2ecirconscription(Sud,Billancourt)
| Période                     | Période             | Identité                      | Étiquette     | Qualité |
| --------------------------- | ------------------- | ----------------------------- | ------------- | --- |
| 1925                        | 1927 (démission)    | André Morizet                 | PSC puis SFIO | Journaliste Maire de Boulogne-Billancourt (1919-1922 et 1923-1942) Sénateur (1927-1942)                                        |
| 1927                        | 1932                | Eugène Lagriffoul (1878-1941) | SFIO          | Artiste décorateur, artiste peintre, céramiste d'art Adjoint au maire de Boulogne-Billancourt                                  |
| 1932                        | 29 déc.1937 (décès) | Louis Lagorgette (1895-1937)  | SFIO          | Ingénieur des Travaux publics de l’État Chef du secrétariat particulier de Paul Faure Adjoint au maire de Boulogne-Billancourt |
| 1938                        | 1940                |                               |               | |
|                             |                     |                               |               | |
| 1941 (nommé par décret)     | 1944                | Georges Rothe (1896-1958)     |               | Ouvrier métallurgiste |
|                             |                     |                               |               | |
| 1945 Décret du 12 mars 1945 | 1945                | Alphonse Le Gallo             | SFIO          | Maire de Boulogne-Billancourt                                                                                                  |

### Conseillers d'arrondissement du canton de Boulogne (de 1893 à 1940)
| Période                                  | Période | Identité                   | Étiquette  | Qualité |
| ---------------------------------------- | ------- | -------------------------- | ---------- | --- |
| 1893                                     | 1896    | Léon Georges Tabanon       |            | Propriétaire à Boulogne                                                                                     |
| 1896                                     | 1908    | Jules Henripré (1853-1934) | Socialiste | Mécanicien à Boulogne, secrétaire de la Bourse du Travail, Président du Conseil d'arrondissement            |
| 1908                                     | 1914    | M. Chartier                |            | Propriétaire à Boulogne                                                                                     |
| 1914                                     |         | Lucien Nectoux (1887-?)    | SFIO       | Ouvrier mécanicien aux usines Renault, conseiller municipal de Boulogne                                     |
| 1940                                     |         |                            |            | Les conseils d'arrondissement ont été suspendus par la loi du 12 octobre 1940 et n'ont jamais été réactivés |
| Les données manquantes sont à compléter. |         |                            |            | |

### Période 1945 à 1967
- De 1945 à 1953, Boulogne faisait partie du secteur Saint-Denis-Sud-ouest. Alphonse Le Gallo, SFIO, maire de Boulogne-sur-Seine, et Louis Vautier, PCF, ouvrier métallurgiste à Boulogne-sur-Seine, étaient conseillers généraux.
- De 1953 à 1959, Boulogne faisait partie du troisième secteur. Alphonse Le Gallo, SFIO, maire de Boulogne-sur-Seine, et Louis Vautier, PCF, ouvrier métallurgiste à Boulogne-sur-Seine, étaient conseillers généraux.
- De 1959 à 1967, Boulogne était divisé en 2 secteurs :

- dans le premier secteur (Sud), Alphonse Le Gallo siégea de 1959 à son décès en 1965. Il fut remplacé en 1965 par Hubert Balança, UNR, qui siégea jusqu'en 1967.

- Michel Gérard, CNI, représenta le deuxième secteur (nord), de 1959 à 1967.

### Conseillers généraux du canton de Boulogne-Billancourt Nord-Est (1967 à 2015)
Canton créé par le décret du 20 juillet 1967.
| Période | Période | Identité                       | Étiquette    | Qualité |
| ------- | ------- | ------------------------------ | ------------ | --- |
| 1967    | 1988    | Georges Gorse                  | UDR puis RPR | Professeur Député (1945 → 1951 et 1967 → 1997) Ancien Ministre (1961 → 1962, 1967 → 1968 et 1973 → 1974) Maire de Boulogne-Billancourt (1971 → 1991) |
| 1988    | 2001    | Comte Gérard de Vassal-Sineuil | CNI          | Chef d'entreprise Adjoint au maire de Boulogne-Billancourt                                                                                           |
| 2001    | 2008    | Pierre-Christophe Baguet       | UDF puis UMP | Conseiller en communication Député des Hauts-de-Seine (9e) (1997 → ) Maire de Boulogne-Billancourt (2008 → )                                         |
| 2008    | 2015    | Marie-France de Rose           | UMP          | Directrice de la communication Député au Parlement Européen (1994-1999) Adjointe au Maire de Boulogne-Billancourt (2008-2014)                        |

## Composition
Le canton de Boulogne-Billancourt-Nord-Est ne recouvrait que la fraction nord-est de la commune de Boulogne-Billancourt.
| Communes                              | Population (2012) | Code postal | Code Insee |
| ------------------------------------- | ----------------- | ----------- | ---------- |
| Boulogne-Billancourt, commune entière | 112 233           | 92 100      | 92 012     |

## Démographie
| 1968 | 1975 | 1982 | 1990   | 1999   | 2006   | 2011   | 2012   |
| ---- | ---- | ---- | ------ | ------ | ------ | ------ | ------ |
| -    | -    | -    | 26 728 | 26 824 | 28 278 | 29 164 | 28 780 |

## Pour approfondir